# Walther Rosemann
Walther Ernst Paul Rosemann (Greifswald, 16 de setembro de 1899 – Gronau, Baixa Saxônia, 4 de setembro de 1971) foi um matemático alemão.

## Família
Filho do fisiologista Rudolf Rosemann, seus irmãos mais novos foram o historiador da arte Heinz Rudolf Rosemann e o fisiologista Hans-Ulrich Rosemann. De seu casamento com Hildegard Trage nasceram dois filhos, dentre eles o engenheiro Harald Rosemann.

## Vida e obra
Walther Rosemann participou da Primeira Guerra Mundial a partir de 1917 na artilharia a pé. A partir de 1919 estudou matemática em Münster e depois na Universidade de Göttingen, onde obteve um doutorado em 1923, orientado por David Hilbert, com a tese Der Aufbau der ebenen Geometrie ohne das Symmetrieaxiom. De 1922 a 1925 foi assistente privado de Felix Klein. Dentre suas tarefas estava revisar suas aulas sobre geometria não euclidiana para publicação. De 1925 a 1934 foi assistente na Universidade de Hannover, primeiro de Georg Prange e depois de Horst von Sanden; obteve a habilitação em 1929 com o trabalho Die Potentiale der Mehrleiterkabel und verwandter Anordnungen.
No início da Segunda Guerra Mundial foi oficial da reserva. No final da guerra foi prisioneiro de guerra dos Estados Unidos, libertado no final de 1945.

## Publicações
- Walther Rosemann (1923). Der Aufbau der ebenen Geometrie ohne das Symmetrieaxiom. Mathematische Annalen. 90. Berlin: Springer. pp. 108–128
- Felix Klein, für den Druck bearbeitet von Walther Rosemann (1928). Vorlesungen über nicht-euklidische Geometrie. Col: Die Grundlehren der mathematischen Wissenschaften in Einzeldarstellungen. Berlin: Springer
- Walther Rosemann (1932). Potentiale der Mehrleiterkabel und verwandter Anordnungen. Zeitschrift für angewandte Mathematik und Mechanik. 12. [S.l.: s.n.] pp. 79–94
- Walther Rosemann (mit Meisel) (1934).  Wilhelm Biltz, ed. Volumenadditivität und Radienadditivität. Raumchemie der festen Stoffe. Leipzig: Voss. pp. 270–281
- Walther Rosemann (1943).  Ferdinand Schleicher, ed. Mathematik. Col: Taschenbuch für Bauingenieure 1 und berichtigter Neudruck 1949 ed. Berlin: Springer. pp. 1–84
- Walther Rosemann (1955).  Ferdinand Schleicher, ed. Mathematik. Col: Taschenbuch für Bauingenieure 2 ed. Berlin, Göttingen, Heidelberg: Springer. pp. 1–156